# Захаров, Пётр Валентинович
Пётр Валентинович Захаров (1977—2000) — командир разведывательной группы 84-го отдельного разведывательного мотострелкового батальона, Герой Российской Федерации (2000). Награждён орденом Мужества.

## Биография
Родился на станции Коксу в Талды-Курганской области Казахской ССР в 1977 году.
В годы распада СССР семья переехала в с. Лаптев Лог (Угловский район, Алтайский край).
В 1995 году поступил в Новосибирское высшее общевойсковое командное училище.
Участник второй чеченской войны с ноября 1999 года. Указом Президента России от 22.01.2000 г. награждён Орденом Мужества.
Погиб 3 марта 2000 года в южной горной части Чечни в бою с чеченскими боевиками.
Указом Президента России от 7 августа 2000 года старшему лейтенанту присвоено звание Героя России.
Похоронен в с. Лаптев Лог, Алтайский край.

## Память
- Средняя школа с. Лаптев Лог носит имя Петра Захарова.
- На Аллее Героев с. Угловское установлена мемориальная доска в честь П. В. Захарова.
- На Мемориале выпускников Новосибирского ВОКУ установлен бюст П. В. Захарову.